# Тлапеуала (муниципалитет)
Тлапеуала (исп. Tlapehuala) — муниципалитет в Мексике, входит в штат Герреро. Население 20 989 человек.
Центр — город Тлапеуала.

## История
Основан в 1949 году .